# Thomas Griesser
Thomas Griesser, född 4 mars 1967, är en friidrottare från Österrike. Han deltog vid olympiska sommarspelen 1996.